# Pancernik Potiomkin
Pancernik Potiomkin (ros.  Броненосец «Потёмкин», Bronienosiec Potiomkin) – radziecki film niemy nakręcony w 1925 roku przez Siergieja Eisensteina. Jest drugą częścią trylogii filmowej: pierwszą jest film z 1924 roku Strajk, trzecią zaś Październik: 10 dni, które wstrząsnęły światem z 1928 roku.

## Fabuła
Film oparty jest na autentycznym zdarzeniu, jakim było powstanie załogi rosyjskiego czarnomorskiego pancernika "Potiomkin" ("Kniaź Potiomkin Tawriczeskij") przeciw carskiemu dowództwu w czasie rewolucji 1905 roku. Pierwszym powodem wystąpienia załogi jest jedzenie. Marynarze skarżą się na robaki. Lekarz jednak  odrzuca roszczenia ludzi. Śmierć Wakulinczuka (bolszewickiego oficera) staje się powodem powszechnego buntu. Sceny z udziałem tłumu żałobników perfekcyjnie pokazują stopniowe przechodzenie od nastroju smutku i żałoby do czynnego działania przeciwko opresyjnej władzy. Najsłynniejszą sceną, wielokrotnie cytowaną, jest masakra ludności na odeskich schodach przez rytmicznie maszerującą kompanię żołnierzy carskich, a zwłaszcza zjeżdżający w dół schodów wózek z dzieckiem.  Do owej sceny odwoływano się wielokrotnie w późniejszych filmach, m.in. w Déjà vu Juliusza Machulskiego (bezpośrednio), Steps Zbigniewa Rybczyńskiego (bezpośrednio) i Nietykalni Briana De Palmy (nawiązanie). Film uważano za niebezpieczny. W Rosji wstęp napisany przez Lwa Trockiego usunięto. Znamienne jest to, że w Niemczech film został zakazany przez nazistów. W Wielkiej Brytanii był niedozwolony do 1954 roku. We wszystkich przypadkach uznano, że sceny przemocy są zbyt brutalne. Pancernik Potiomkin był w założeniu filmem propagandowym, gloryfikującym rewolucyjny zryw marynarzy, lecz dzięki użytym środkom wyrazu artystycznego, szczególnie nowatorskiemu montażowi, przez wielu uznawany jest za jeden z najbardziej znaczących filmów w historii kina.
Film jest czarno-biały, jednakże na poszczególnych kopiach ręcznie koloryzowano czerwony sztandar.
W międzynarodowej ankiecie brukselskiej z 1958 roku rozpisanej przez Bureau International de la Recherche Historique Cinématografique film Pancernik Potiomkin zajął pierwsze miejsce. Uznano go najlepszym filmem wszech czasów. Film ten jako klasyczne dzieło sztuki filmowej, zapoczątkował "złoty okres" radzieckiego kina i odegrał kluczowe znaczenie w skali światowej.

## Zdjęcia
Film kręcony był w Odessie i na hulku, byłym pancerniku Dwunastu Apostołów (Двенадцать Апостолов).

## Obsada
- Aleksandr Antonow – Grigorij Wakalinczuk, bolszewicki oficer
- Władimir Barski – komandor Golikow
- Grigorij Aleksandrow – naczelnik Giliarowski
- Iwan Bobrow – młody marynarz
- Michaił Gomorow – walczący marynarz
- Andriej Fajt – rekrut
- Władimir Uralski